# 大運集團
大運集團前身为1987年山西通达集团有限公司，為中國大陸一間大型機械車輛公司，主要生產摩托车、电动车、商用卡车等，另外也參與房地產開發，旗下拥有25个全资子公司、3个分公司、1个控股公司。其董事長远勤山先生曾當選山西省政协委员。
2009年3月集团收购四川银河汽车集团，曾獲頒国家科技进步二等奖、省级科技进步奖一等奖。
2011年10月14日，中共中央政治局常委、国务院总理温家宝莅临大运集团广州摩托车生产基地视察。

## 部门

### 卡车

#### 大运汽车
山西大运汽车制造有限公司（简称“大运汽车”）是一家位于中国山西省运城的重型卡车制造商。该公司成立于2004年，隶属于大运集团。该公司卡车年产量高达5万辆。卡车均以“大运”品牌生产。

#### 产品

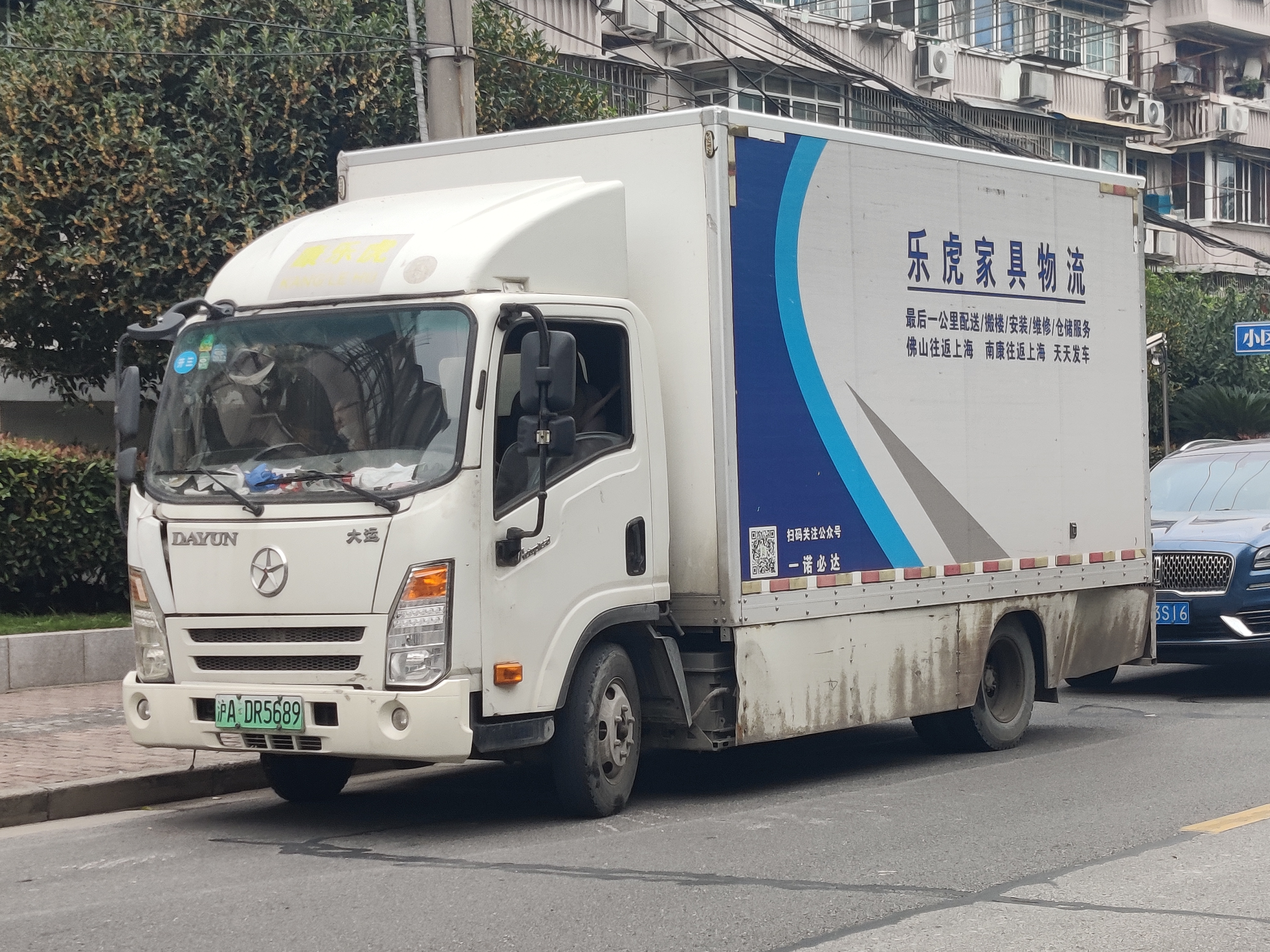
Dayun Aopuli

- 大运 CGC
  - 1047/48 2x4 轻型卡车
  - 1060 4x2 6-ton
    - 潍柴 WP3NQ150E50 (106 kW（142 hp；144 PS）)

  - 1100/20 4x2 10-ton
    - 潍柴 WP4.1Q160E50 (110.5 kW（148.2 hp；150.2 PS）)

  - 1121 4×4 12.1-ton
    - 潍柴 WP4.1Q160E50 (110.5 kW（148.2 hp；150.2 PS）)

  - 1140/41 4x2 14-ton
    - 潍柴 WP4.1NQ190E50 (136 kW（182 hp；185 PS）)

  - 1160 6x4
  - 1210 4x2 21-ton
    - 潍柴 WP7.300E51 (215 kW（288 hp；292 PS）)

  - 1254 6x4
  - 1311 8x4
  - 1331 6x4
  - 4180/81 半挂牵引车
  - 4220/22 半挂牵引车
  - 4250/51/52/53 (CNG/LNG) 半挂牵引车
- 大运 DYX
  - 1250 4x6
  - 1312 4x8
  - 3251/53 4x6 自卸卡车
  - 3311/13 (LNG) 4x8 自卸卡车
  - 5250/53 4x6
  - 5310/12 半挂牵引车/4x8

### 大运轻卡
成都大运汽车集团有限公司，俗称“大运轻卡”，是一家总部位于中国四川省成都市的轻型卡车制造商，也是大运集团旗下的一个部门。该公司由大运集团于2009年创立。轻型卡车以“大运”品牌生产。

#### 产品
- 大运E2
- 大运川路
  - 490
  - 4100/02/08
- 大运启运
  - 485/490
  - 4100/02/05/08/10

### 乘用车

#### 远航汽车
在2022年成都车展上，总部位于山西运城的大运集团发布了全新电动汽车品牌——远航汽车，作为其高端电动汽车品牌。远航汽车在车展上发布了四款车型，预计将于2023年投产。
首批上市的车型分别是2023年11月和12月上市的Y6中型轿车和H8中型三排SUV，它们基于与博世和华为共同开发的BHD平台，并使用阿里巴巴的AliOS信息娱乐系统软件。随后，在2024年北京车展上推出了Y7全尺寸轿车，并于2024年5月推出了H9全尺寸SUV。
2024年10月，远航宣布正在进行战略调整和重组，此前有报道称，由于汽车市场竞争激烈，该公司面临包括现金流在内的财务困境。报道称，员工表示，由于部分员工工资被拖欠数月、被迫无薪休假或被裁员，大量员工正在流失，研发部门的员工人数也已降至两位数。2024年初，远航在北京共有5家零售店，到同年11月降至3家，海口的一家门店也因销售不佳而关闭。11月下旬，大运汽车证实远航存在流动性问题，并正在与投资者进行洽谈。该公司表示，其工厂和研发中心将很快恢复运营，大运集团的其他部门并未受到此次财务问题的影响。

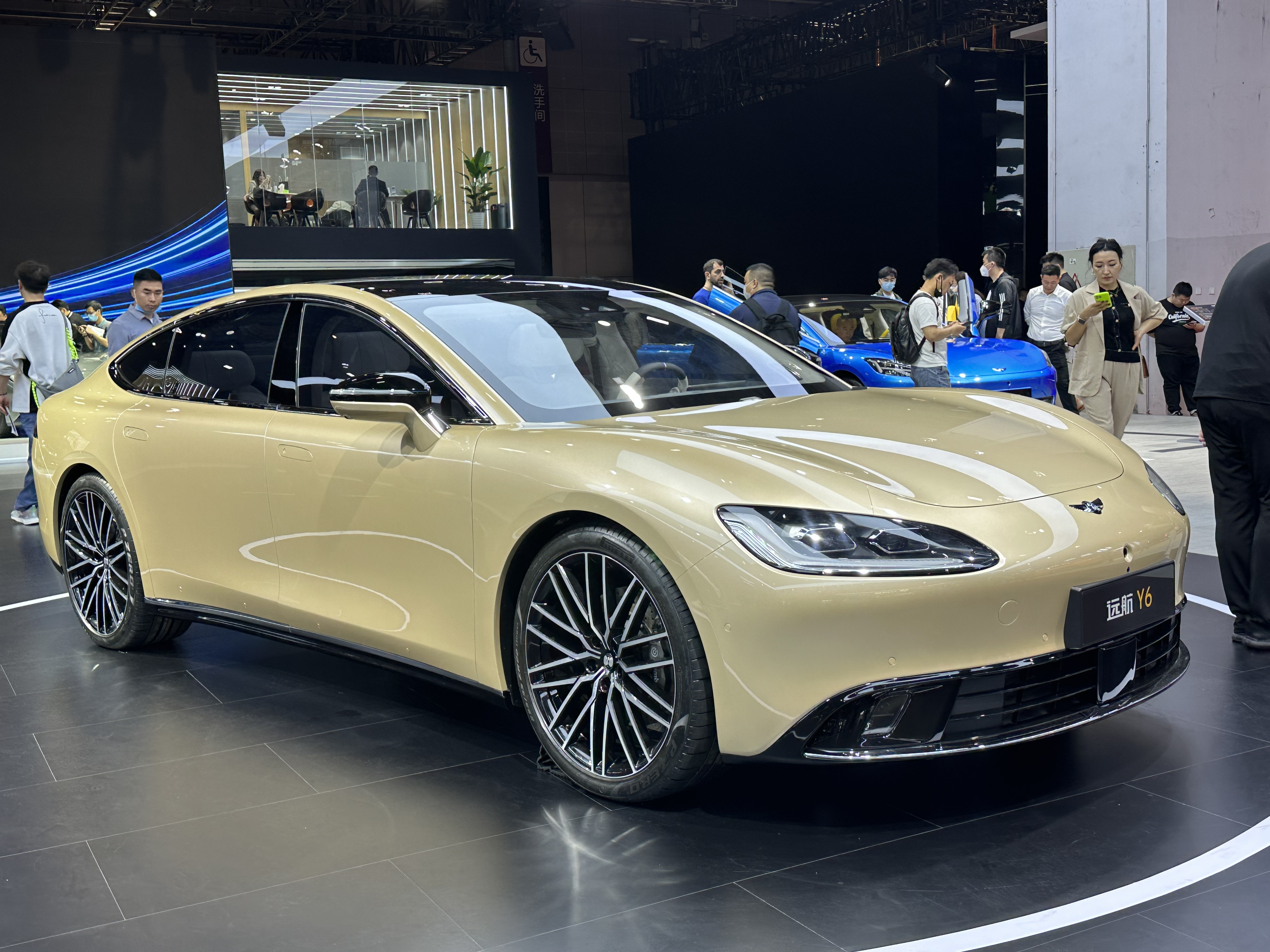
远航Y6
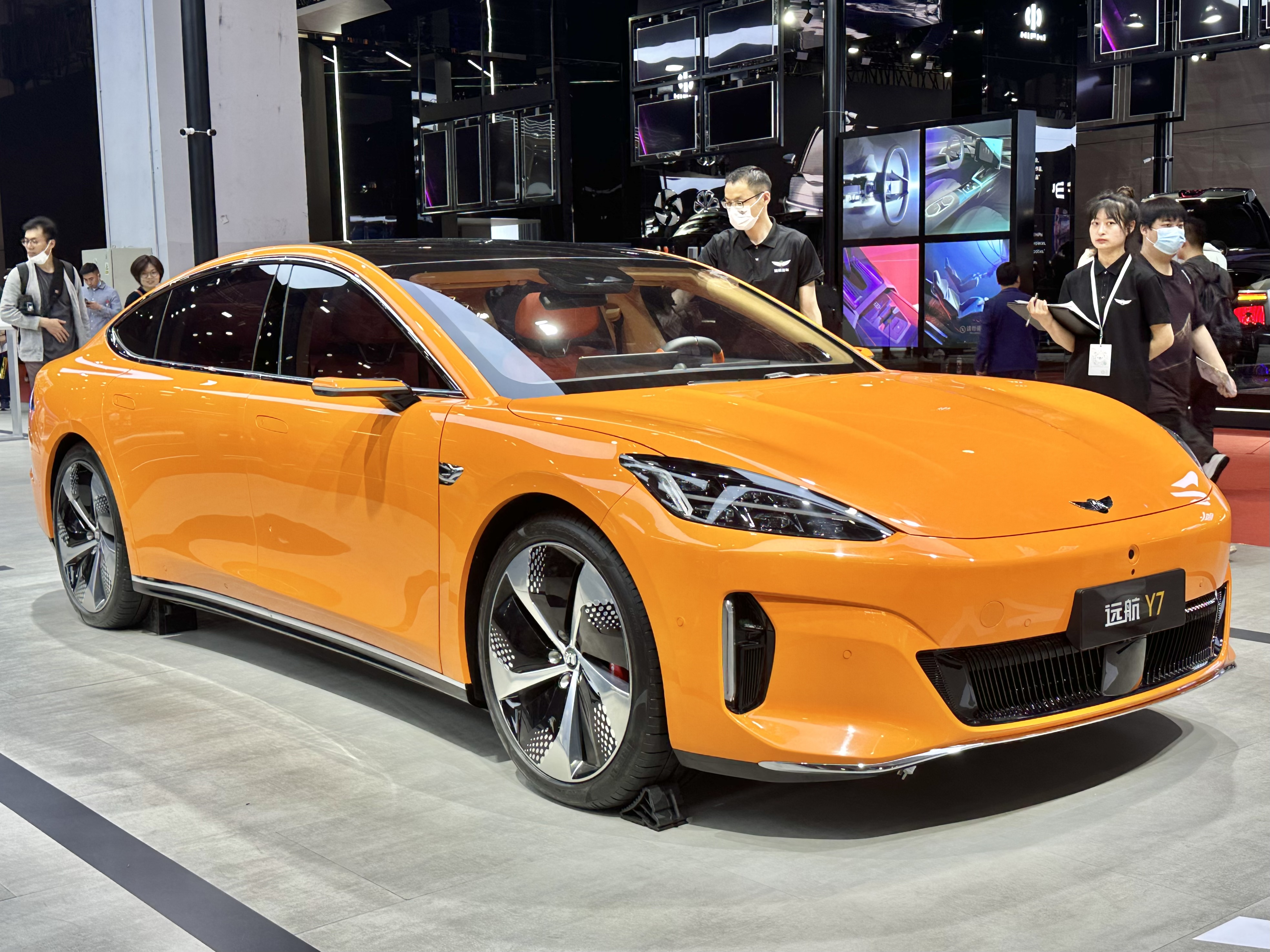
远航Y7
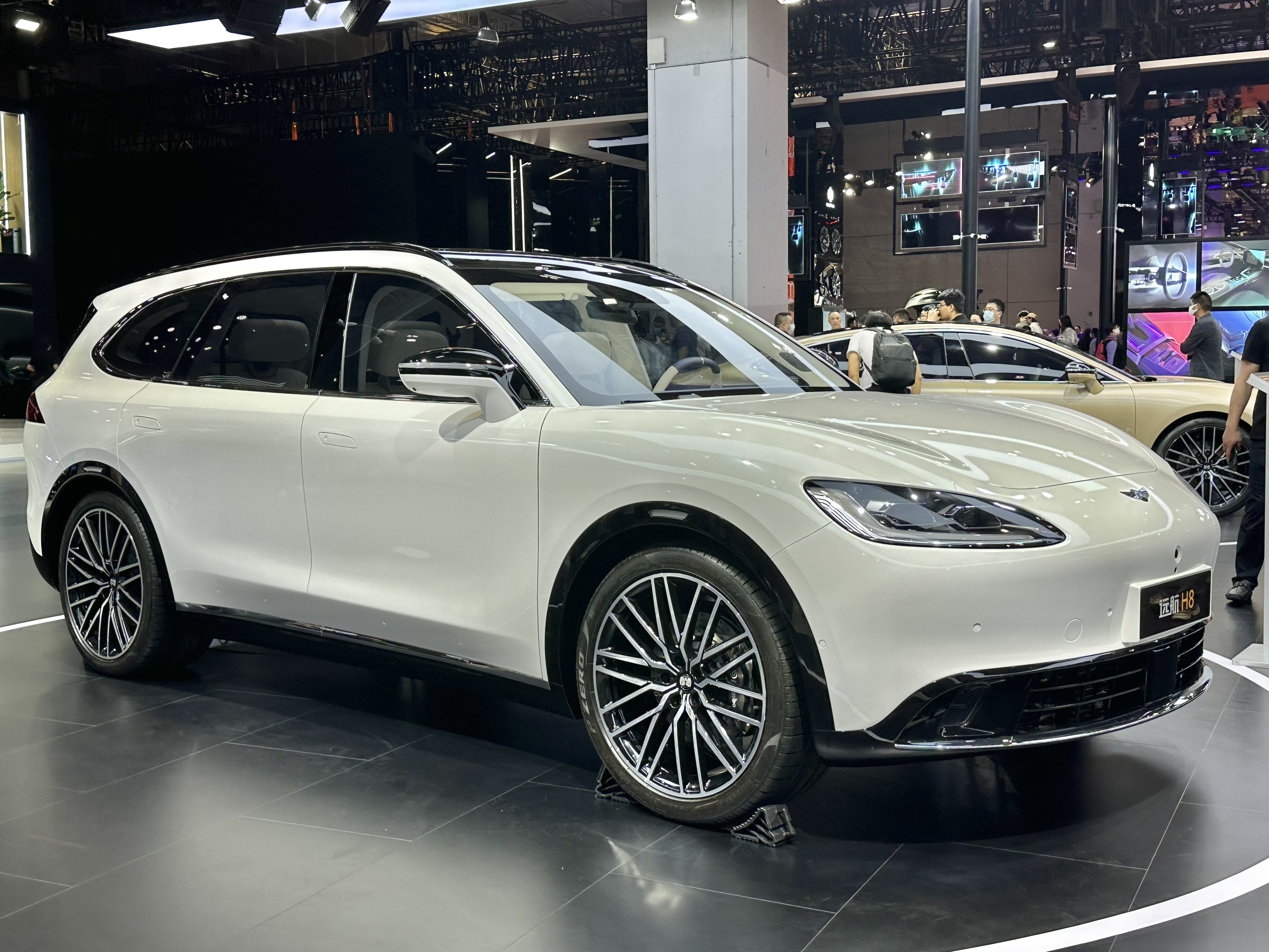
远航H8
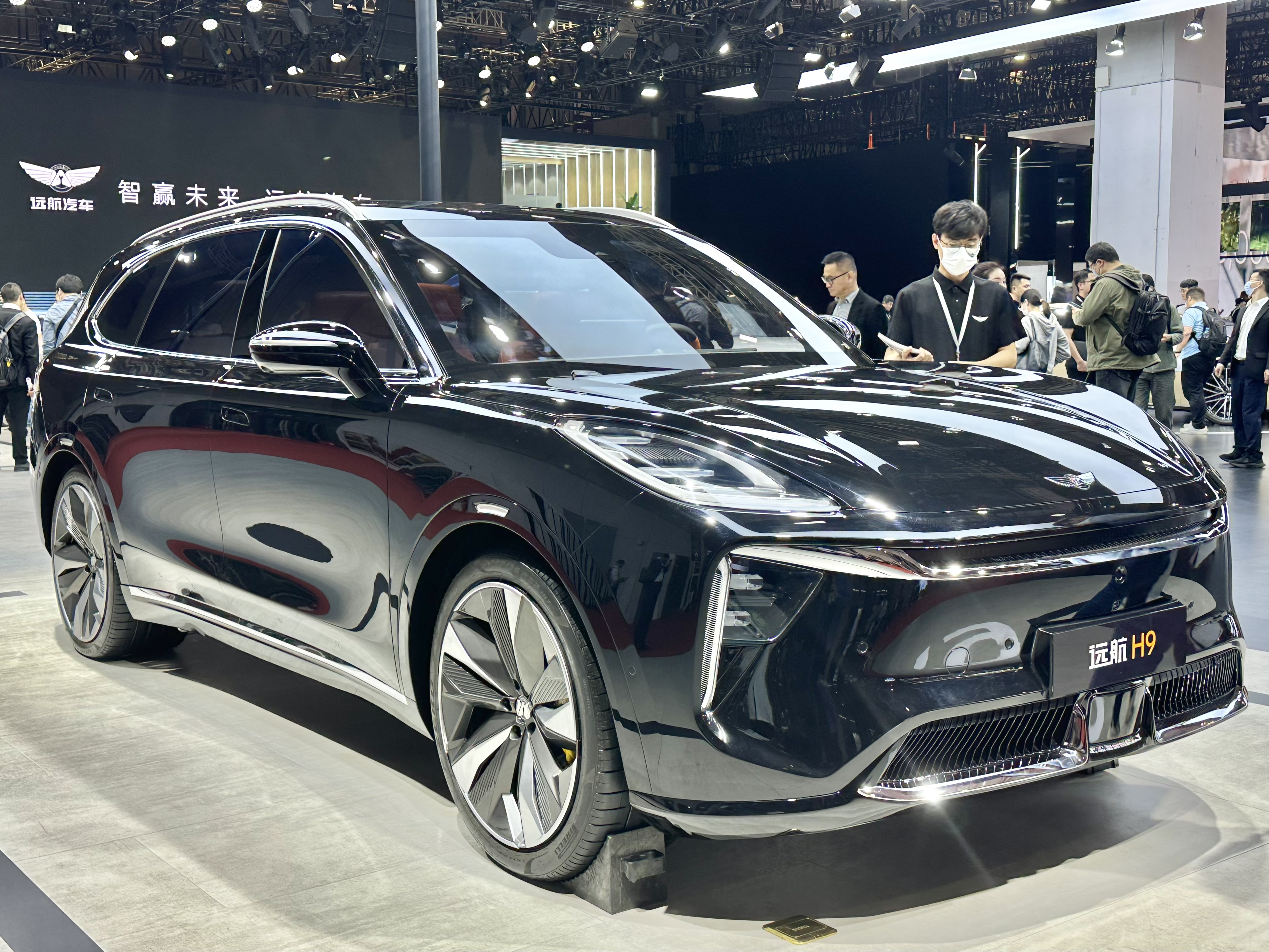
远航H9

- 远航Y6
- 远航Y7
- 远航H8
- 远航H9

#### 大运NEV
- 大运悦虎ES3——电动迷你跨界SUV
- 大运远致M1——电动紧凑型MPV
- 大运远致M2——电动紧凑型MPV

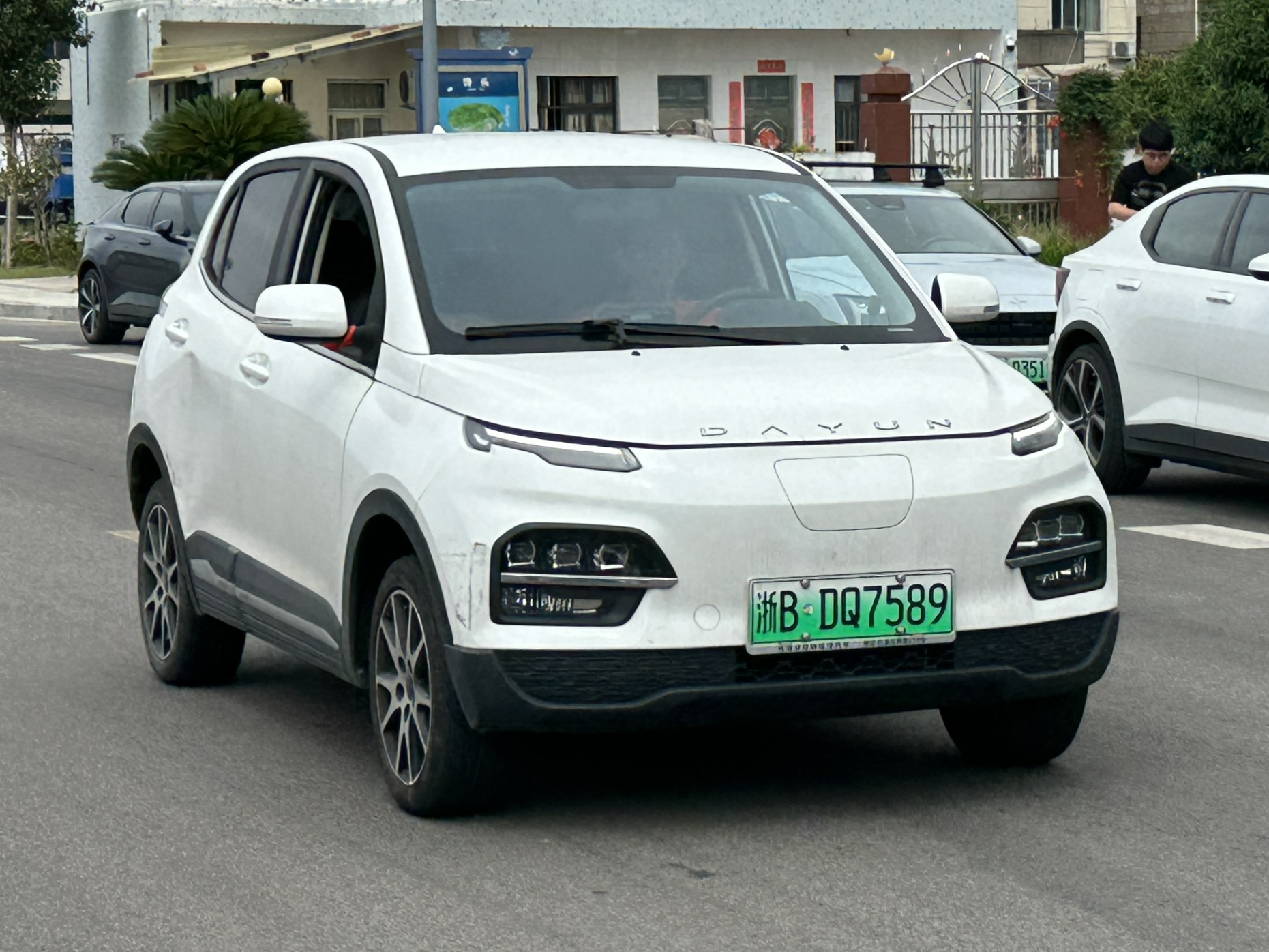
大运悦虎ES3
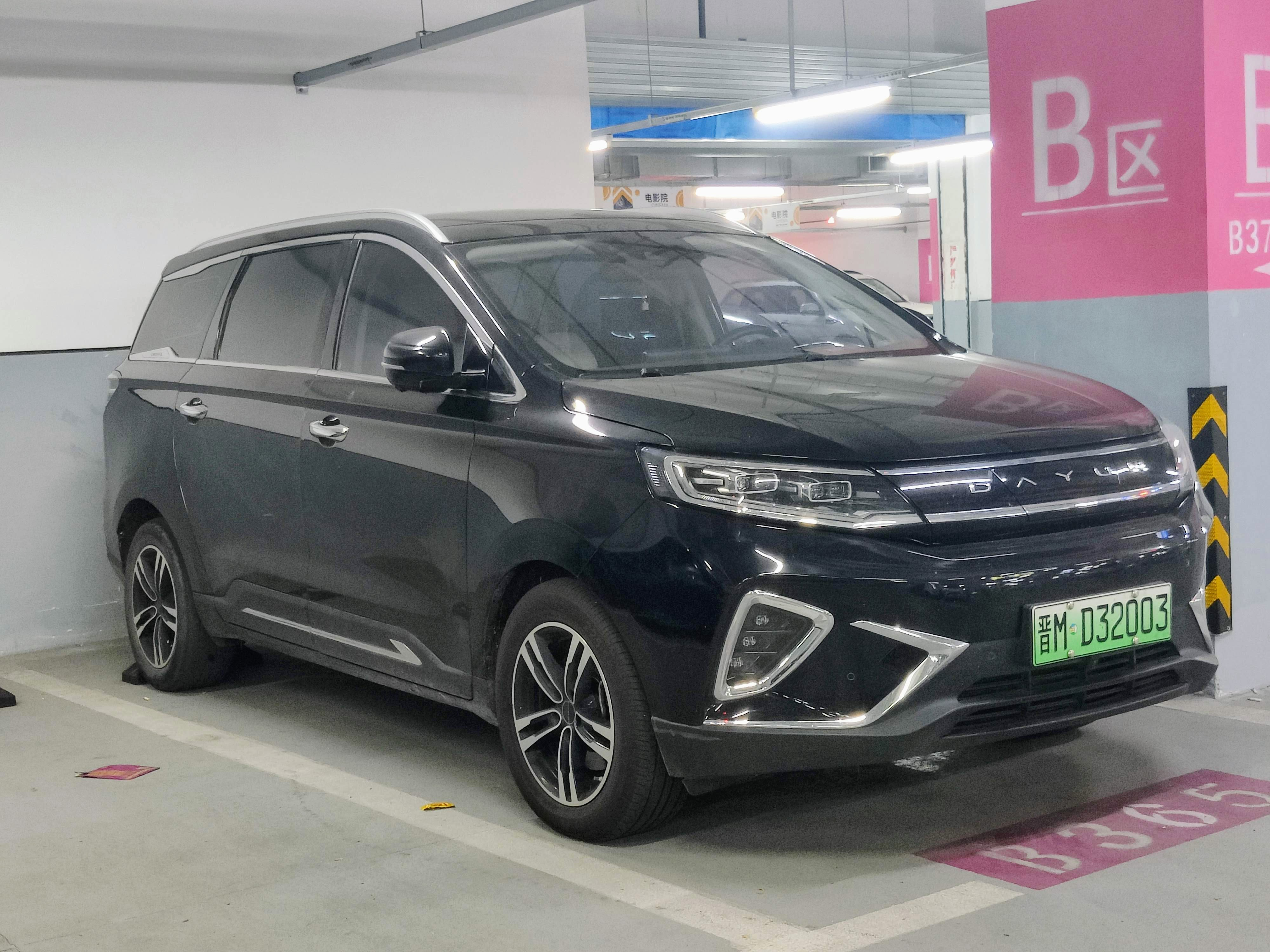
大运远致M1

#### 大运汽车
- 大运皮卡 — 中型皮卡

### 摩托车

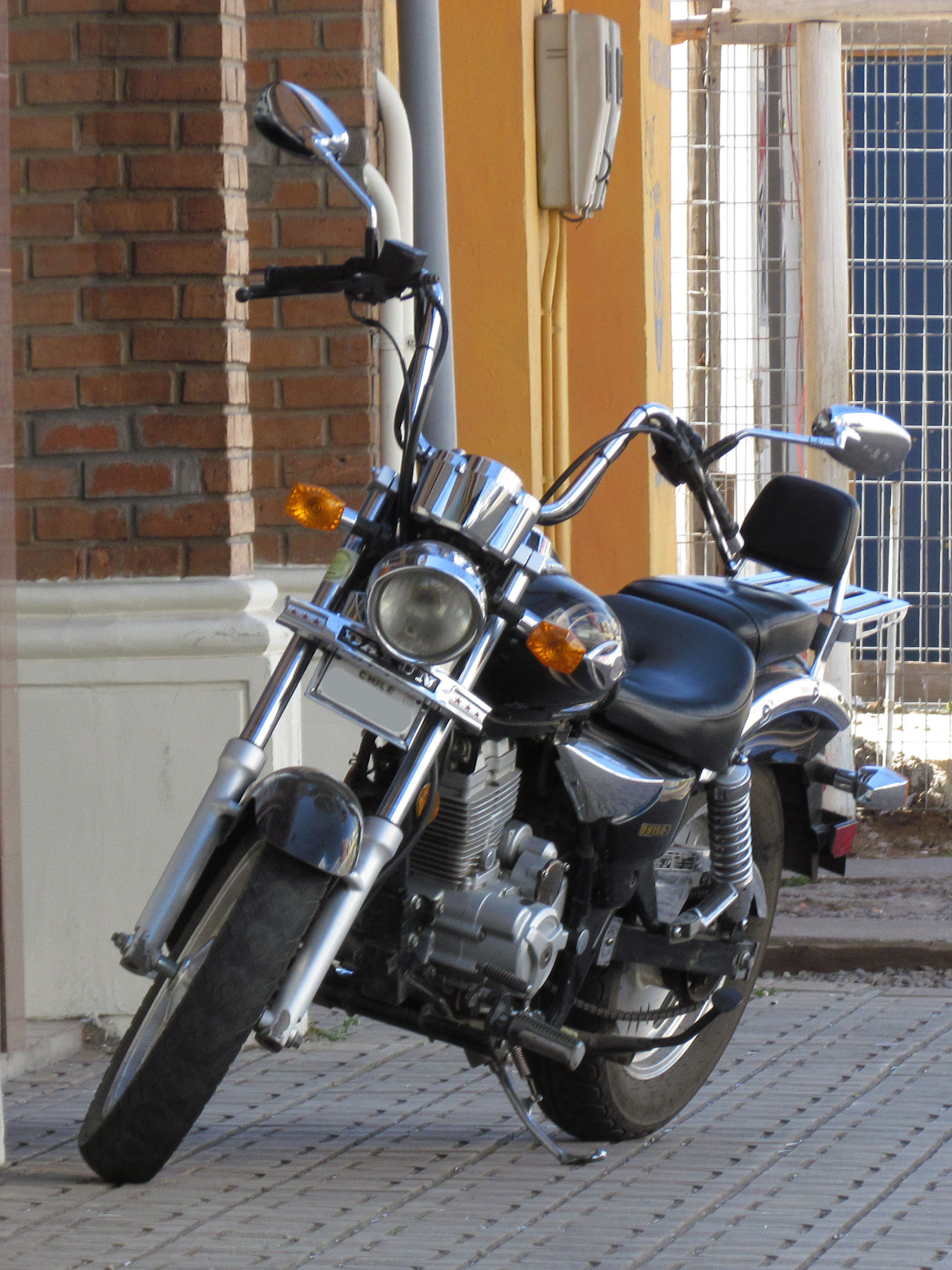
DY150

- 大运摩托生产“大运”牌摩托车和踏板车。
- 洛阳都研——生产“大运”牌三轮摩托车

## 主要子公司
- 广州市大阳摩托车有限公司
- 山西大运汽车制造有限公司
- 成都大运汽车集团有限公司
- 大运房地产开发有限公司
- 广州远航实业有限公司